# Волтидж
Волтидж (англ. Voltage) — невключённая территория, расположенная в округе Харни штата Орегон, США. Расположен в 55 км к югу от Бернса на южном берегу Малура.

## История
Почтовое отделение Волтидж основано в 1908 году Уолтером Ботсфордом, первым почтмейстером, который интересовался электричеством и считал, что река способна производить напряжение (англ. voltage) для обслуживания всего Бассейна Харни. Ботсфорд перепутал электрическое напряжение с мощностью. Проект гидроэлектростанции не был осуществлён. Почтовое отделение было закрыто в 1933 году. Ранее в Волтидже были магазин и школа. В настоящее время от поселения мало что осталось.

## Содхаус
Волтидж находится в 5 км к востоку от бывшего поселения, называвшегося Содхаус, которое служит в настоящее время штаб-квартирой Национального природного резервата Малур. Изначально Содхаус был местом полуземлянок (англ. sod house), построенных группой местных переселенцев приблизительно в 1872 году. Поселение дало название бывшему лагерю Гражданского корпуса охраны окружающей среды и ранчо Содхаус. В 1937 году Гражданский корпус охраны окружающей среды поставил на этом месте памятный столб. К 1978 году от бывших землянок осталась лишь низкая каменная стена.